# Corentin Moutet
Corentin Moutet (født 19. april 1999 i Neuilly-sur-Seine, Frankrig) er en professionel tennisspiller fra Frankrig.